# Grant Nieporte
Grant Edward Nieporte (* 1973) ist ein US-amerikanischer Drehbuchautor.
Nieporte war zunächst ab 1997 als technischer Mitarbeiter an verschiedenen Fernsehserien beteiligt, ab Ende der 1990er Jahre wandte er sich dem Drehbuchschreiben zu und war hier zunächst als Schreibassistent an der Serie Sabrina – Total Verhext! beteiligt. 2001 wurde hier seine erste eigenes Drehbuch als Grundlage einer Folge verwendet.
Er schrieb 2008 das Drehbuch für den Film Sieben Leben, dabei handelte es sich um seine erste größere Produktion. Für dieses Werk war er für den Satellite Award 2008 in der Kategorie „Bestes Original-Drehbuch“ nominiert. 2019 folgte sein Drehbuch zu Breakthrough – Zurück ins Leben.